# Courtenay Foote

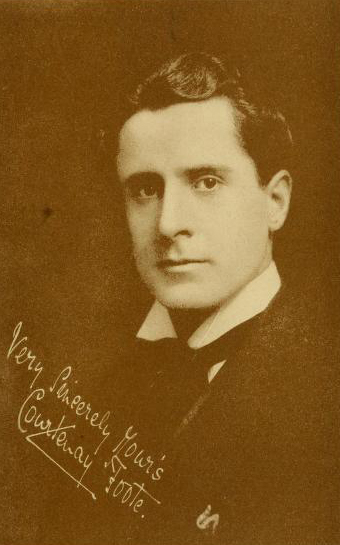
Courtenay Foote

Courtenay Foote (* 22. November 1878 in Harrogate, England; † 4. Mai 1925 in Italien) war ein englischer Bühnen- und Stummfilmschauspieler.

## Leben
Courtenay Foote wurde 1878 in Harrogate geboren.
Er besuchte Oxford, studierte Ingenieurwissenschaften in Deutschland und arbeitete als Bauingenieur in Schottland. Freunde, die ihn Blankverse rezitieren hörten, ermutigten ihn, Schauspieler zu werden, aber sein Großvater war gegen diese Idee. Foote wurde daher Makler, aber sein mangelnder Erfolg auf diesem Gebiet veranlasste seinen Großvater, seine Opposition gegen die Schauspielerei aufzugeben.
Eine Vorstellung bei FR Benson, gefolgt von Footes Rezitationen bei einem Vorsprechen, führte zu Footes erstem Schauspieljob. Er trat 18 Monate lang mit Bensons Truppe auf und arbeitete sich von kleineren Rollen zu bedeutenderen vor. Er ging weiter nach London und trat am Haymarket Theatre, am Court Theatre und beim Shakespeare Festival auf.
Er stand 1911 mit George Arliss in dem langjährigen Theaterstück Disraeli auf der Bühne. 1912 hatte Foote bei dem Film The Reincarnation of Karma erstmals eine Rolle inne. Zwischen 1910 und 1924 wirkte er in 59 Filmen mit.

## Filmografie
- 1912: The Reincarnation of Karma
- 1914: Home, Sweet Home
- 1914: The Pursuit of the Phantom
- 1915: Hypocrites
- 1915: Buckshot John
- 1915: The Caprices of Kitty
- 1915: Captain Courtesy
- 1915: Up from the Depths
- 1915: Cross Currents
- 1916: An International Marriage
- 1918: Love’s Conquest
- 1918: Love’s Law
- 1919: His Parisian Wife
- 1919: The Two Brides
- 1920: The Star Rover
- 1921: Passion Flower (The Passion Flower)
- 1921: The Bronze Bell
- 1922: Fascination
- 1923: Little Old New York
- 1923: Die Bluthochzeit (Ashes of Vengeance)
- 1924: Der Ritt ums Leben (Dorothy Vernon of Haddon Hall)
- 1924: Tess of the D’Urbervilles
- 1924: Madonna of the Streets